# Monty Ioane
Montanna Wilson Ioane, noto anche con lo pseudonimo di Monty (Melbourne, 30 ottobre 1994), è un rugbista a 15 australiano di origini samoane, attivo nel ruolo di tre quarti ala del Lione in Top 14 e dal 2020 internazionale per l'Italia.

## Biografia
La carriera rugbistica di Monty Ioane comincia all’età di 16 anni a Brisbane nell’accademia dei Queensland Reds; dopo due anni arriva in Francia allo Stade Francais, insieme allo zio ex Wallabies Digby Ioane.
Nell’estate del 2015 si trasferisce in Nuova Zelanda, ai Bay of Plenty Streamers, ma viene subito ceduto in prestito per la stagione ai Tasman Makos, debuttando nel National Provincial Championship.
La stagione successiva torna ai Bay of Plenty Streamers, tra le cui file milita per due stagioni.
Nel novembre 2017 ritorna in Europa, andando a rinforzare a stagione in corso la rosa del Benetton Rugby, per poi estendere la durata del contratto fino al 2020 nella primavera successiva. Alla scadenza, ha rinnovato il contratto estendendo la propria permanenza al Benetton Rugby fino al 2022, aprendo così le porte alla convocazione con la nazionale italiana. Infatti, secondo la normativa di World Rugby antecedente al 2018, Ioane è eleggibile per la maglia azzurra a partire da novembre 2020, dopo tre anni di residenza in Italia. Nel luglio del 2020 è stato invitato per la prima volta a prendere parte ad un raduno della nazionale italiana di rugby, in vista della futura convocazione. Prima convocazione ufficiale che arriva il 1º dicembre 2020 in vista dell’ultimo match della Autumn Nations Cup in programma sabato 5 dicembre a Llanelli contro il Galles, match nel corso del quale esordisce partendo ala titolare.
Confermato nella rosa della nazionale che partecipò al Sei Nazioni 2021, partì titolare in tutti e cinque i match disputati realizzando anche le sue prime due mete internazionali.
Nel 2022 il giocatore rescinde il contratto che, dopo l'ultimo rinnovo, lo legava al Benetton Rugby per altri due anni. Nel settembre dello stesso anno, il giocatore fa sapere di soffrire di problemi psicologici, che lo spingono a restare in Australia, vicino a sua moglie ed i suoi figli, e che lo hanno costretto ad interrompere il rugby.
Ioane non fa parte dei 30 giocatori convocati dall'Italia per il Sei Nazioni 2023.
Il 19 giugno 2023 viene annunciato il suo ritorno in Europa, precisamente nel Lione, squadra militante nel Top 14.

## Palmarès
- Pro14 Rainbow Cup: 1
Benetton Treviso: 2020-21